# Hugh Grant
Hugh John Mungo Grant (sinh ngày 9 tháng 9 năm 1960) là một diễn viên và nhà sản xuất phim người Anh.
Hugh đã nhận được một giải Quả cầu vàng, giải BAFTA, và Giải César danh dự. Những phim của ông đã thu được hơn 2,4 tỷ $ từ 25 cuốn phim phát hành trên toàn thế giới. Grant đạt được thành công quốc tế sau khi xuất hiện trong phim Bốn đám cưới và một đám ma với kịch bản của Richard Curtis (1994). Grant sử dụng vai trò mang tính đột phá này làm một nhân vật điện ảnh thường xuyên trong những năm 1990, cung cấp màn trình diễn hài hước trong những cuốn phim xu thế chủ đạo như Mickey Blue Eyes (1999) và Notting Hill (1999).
Bước sang thế kỷ 21, Grant đã khẳng định mình là một trong những người đứng đầu, có tay nghề với một tài năng hài hước châm biếm. Grant đã mở rộng sự nghiệp nghệ thuật của mình với những vai được ca ngợi như trong Bridget Jones's Diary (2001), About a Boy (2002), và American Dreamz (2006). Grant sau đó đóng nhiều vai trò khách mời trong bộ phim khoa học giả tưởng, Cloud Atlas (2012).
Trong ngành công nghiệp điện ảnh, Grant được trích dẫn là một phản ngôi sao điện ảnh (anti-star) mà tiếp cận vai trò của mình như một nhân vật bất thường, và cố gắng để làm cho diễn xuất của mình có tính cách tự phát. Điểm nổi bật của kỹ năng hài hước của anh bao gồm một chút gì thờ ơ có vẻ mỉa mai / châm biếm và theo trường phái kiểu cách, cũng như các cuộc đối thoại hợp lúc và với những diễn tả qua nét mặt. Các phương tiện truyền thông giải trí tường thuật cuộc sống của Grant ngoài đời làm lu mờ công việc của ông như là một diễn viên. Grant đã thẳng thắn bày tỏ sự ác cảm của mình đối với nghề diễn xuất, và trong sự khinh thị của ông đối với nền văn hóa chuộng người nổi tiếng và sự thù ghét đối với các phương tiện truyền thông. Trong sự nghiệp kéo dài 30 năm, Grant đã nhiều lần tuyên bố rằng diễn xuất không phải là một thiên hướng thực sự của mình, mà là một sự nghiệp tình cờ phát triển một cách ngẫu nhiên.